# Bidhya Devi Bhandari

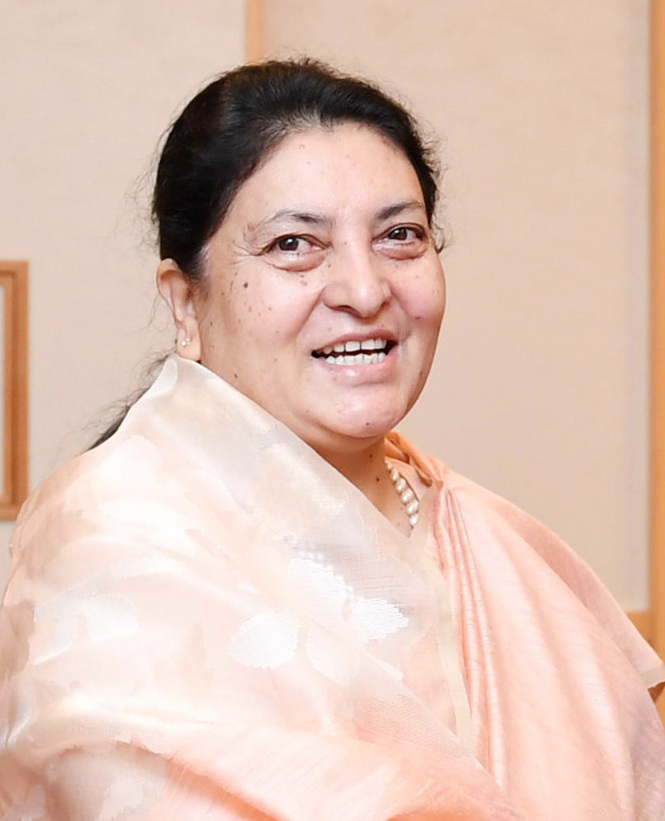
Bidhya Devi Bhandari, 2019

Bidhya Devi Bhandari (Nepali विद्या देवी भण्डारी; * 19. Juni 1961 in Guranse, VDC Mane Bhanjyang, Distrikt Bhojpur) ist eine nepalesische Politikerin. Vom 28. Oktober 2015 bis zum 13. März 2023 war sie Staatspräsidentin von Nepal.

## Politische Karriere
Bhandari wurde 1961 in Guranse geboren. Im Alter von 17 Jahren schloss sie sich der Youth League of CPN(ML) an, der Jugendorganisation der Kommunistischen Partei. Zwei Jahre später trat sie der Partei selbst bei. Während ihres Studiums an der Tribhuvan-Universität betätigte sie sich als Schatzmeisterin der linken Studentenvereinigung Federation of Students’ Union. Nach ihrem Abschluss arbeitete sie für den Gewerkschaftsverband General Federation of Nepalese Trade Unions und hatte dort die Position der Vorsitzenden der Frauenorganisation inne. Im Jahr 1997 wurde sie in das Zentralkomitee der CPN-UML gewählt, deren Vizepräsidentin sie später wurde. In dieser Funktion setzte sie sich u. a. für die Abschaffung der Monarchie ein. Nach Ausrufung der Republik arbeitete sie von 2009 bis 2011 unter Premier Madhav Kumar Nepal als Verteidigungsministerin.
In den Präsidentschaftswahlen 2015 setzte sie sich mit 327 zu 214 Stimmen gegen ihre Konkurrentin Onsari Gharti Magar durch. Am 29. Oktober 2015 wurde sie vereidigt und nahm die Amtsgeschäfte als Nachfolgerin von Ram Baran Yadav auf. Ihre Funktionen in der Partei und den Sitz im Parlament legte sie nach erfolgter Wahl zur Staatspräsidentin nieder. Sie ist die erste Frau in diesem Amt in der Geschichte Nepals. Sie ist die Witwe von Madan Kumar Bhandari.
Bhandari setzt sich als Politikerin insbesondere für Frauenrechte ein und hat unter anderem eine Frauenquote von 33 % im Parlament durchgesetzt. Kritiker werfen ihr jedoch vor, in anderen Fällen Frauenrechte zu verletzen. So stimmte sie für einen Gesetzesentwurf, der vorsieht, dass Kinder alleinerziehender Mütter bzw. Kinder von nepalesischen Müttern und ausländischen Vätern kein Anrecht auf die nepalesische Staatsbürgerschaft haben. Dies wird insbesondere deswegen als diskriminierend wahrgenommen, da die Kinder nepalesischer Männer unabhängig von den Lebensumständen ihrer Väter die nepalesische Staatsbürgerschaft erhalten.